# 칼헨리크 스반베리
칼헨리크 스반베리(스웨덴어: Carl-Henric Svanberg, 1952년 5월 29일 ~ )는 스웨덴 사업가이자 현 볼보그룹 회장이다. 그는 2010년부터 2018년까지 8년 동안 브리티시 페트롤 회장을 역임했다.
또한 아세아-브라운보베리(ABB), Assa-Abloy, 왕립 스웨덴 대학 등의 주요 요직을 거친 바 있다.
또한 이전에 2000년대 중반부터 2010년대 초반까지 에릭슨 AB 회장을 역임한 바 있다.